# ナースィル
アン＝ナースィル・リ・ディーニッラー（アラビア語：الناصر لدين الله أبو العبّاس بن المستضي‎ 　転写：an-Nāṣir li-Dīn Allāh Abū al-‘Abbās Aḥmad b. al-Mustaḍī、1158年 - 1225年10月4日）はアッバース朝の第34代カリフ（在位：1180年 - 1225年）。先代のムスタディーの息子。

## 生涯
歴代カリフでもっとも長い治世を誇り、数世紀に渡り弱体化したカリフの権力・政治的実権と全ムスリムからの宗教的権威の双方の回復に努めた。そのため内外の諸勢力の対立を利用して周辺諸国の同盟関係に干渉し、これを操ってアッバース朝の優位性を確立するため奔走している。
即位すると、まずエルサレム王国打倒のため諸国からの協力を欲していたアイユーブ朝のサラーフッディーンの要請に応じてジハード宣言を下す一方で、エジプトからシリア一帯を征服しつつあったサラーフッディーンを警戒してその動向を批判するなどして牽制している。
この時期、アタベク諸政権とその庇護化にあった王族たちによる内紛が絶えなかったセルジューク朝は弱体化が激しく、また1180年代半ばにはホラーサーンからオグズ諸勢力がイラン東部に侵攻してケルマーン・セルジューク朝を滅ぼしていた。ナースィルはこの混乱を好機と見てホラズム・シャー朝のアラーウッディーン・テキシュに誘い掛けて、1194年にはセルジューク朝最後の君主となるトゥグリル3世を攻め滅ぼさせた。同時に、ゴール朝のギヤースッディーン・ムハンマドにも軍事支援の要請を取り付けることにも成功し、これにテキシュの牽制も行った。
アラーウッディーン・ムハンマドとジャラールッディーン・メングベルディーのイラン、イラク地域での攻勢に苦しい立場にさらされ、モンゴル帝国の侵攻（チンギス・カンの西征）にはほとんど対抗が出来なかったものの、ルーム・セルジューク朝や奴隷王朝、インドから帰還したジャラールッディーンにモンゴル軍への対抗（モンゴルのインド侵攻）を支援するなど多方面への働きかけを続けている。
アッバース朝の復興を半ば実現した一方で、ナースィルの外交政策によって周辺諸勢力を混乱させ、ホラズム・シャー朝の没落とモンゴル帝国の侵攻を容易にしたとして同時代の人々からの批判は功罪半ばしているが、後世からはこの時代にあって卓越した行動力と鋭敏さで国事と外交を采配した有能な君主であった、という評価を受けている。

## イブン・ジュバイルの旅行記における記述
イブン・ジュバイルはナースィル在位中にバグダードを訪れており、実際にナースィルを目撃している。以下は、イブン・ジュバイルの旅行記におけるナースィルの評判と容姿についての記述である。
『カリフは時々チグリス河で船に乗っているのを見かけられるし、また、砂漠に狩猟に出かけることもある。カリフは人々に気づかれないように質素に出かけるが、お忍びであるにもかかわらず、カリフの名声はいや増すのである。けれども実は、カリフは人前に姿を現し、人々に親愛の情を示すのを好んでいるのである。このようなカリフの性格は大衆に喜ばれている。彼の治世は安楽で、公正で、人々は良い生活を送っているため、身分の上下を問わず彼のために祈りを捧げている。』
『われわれはカリフが西岸の見晴し台の前にいるのを見かけた。カリフは見晴らし台から降りてきて、船で東岸の上流にある邸宅まで河を遡るところであった。彼は若年で、顔一面に短い赤毛をたくわえ、姿麗しくまた見目麗しい色白の肌をしており、背丈は中くらいで、好ましい容貌をしている。年の頃はおおよそ25歳。金の刺繍を施したカバーウ様に裾の長い白衣をまとい、頭には金糸で刺繍した、周囲にテンやそれ以上に高価な毛皮をつけた帽子を戴いていた。カリフは本性を隠すためにこのようなトルコ人の衣服をまとっていたのだが、いかに覆いをかけても、太陽は隠しとおせない。」

## 脚註
1. 1 2  イブン・ジュバイル著、藤本勝次・池田修訳『イブン・ジュバイルの旅行記』講談社学術文庫1955 2009年7月13日初版 ISBN 9784062919555